# زبيغنيو سبروك
زبيغنيو سبروك (بالبولندية: Zbigniew Spruch) مواليد 13 ديسمبر 1965 في بولندا، هو دراج بولندي سابق في صنف سباق الدراجات على الطريق. سبق أن شارك في دورة الألعاب الأولمبية الصيفية.

## روابط خارجية
- زبيغنيو سبروك على موقع أرشيف الدراجات (الإنجليزية)
- زبيغنيو سبروك على موقع إحصائيات الدراجات الإحترافية (الإنجليزية)
- زبيغنيو سبروك على موقع CycleBase (الإنجليزية)
- زبيغنيو سبروك على موقع أوليمبيديا (الإنجليزية)